# Tigridia hintonii
Tigridia hintonii är en irisväxtart som beskrevs av Elwood Wendell Molseed. Tigridia hintonii ingår i släktet Tigridia och familjen irisväxter. Inga underarter finns listade i Catalogue of Life.